# Groenkapstruikgors
De groenkapstruikgors (Arremon virenticeps) is een zangvogel uit de familie Emberizidae (gorzen).

## Verspreiding en leefgebied
Deze soort is endemisch in westelijk en centraal Mexico.